# Sferisterio Partenopeo
Lo sferisterio Partenopeo era uno sferisterio per competizioni sportive di palla basca a Napoli.

## Storia
Iniziata la costruzione negli anni quaranta con il progetto di Franco Tortorelli, lo sferisterio fu ultimato circa dieci anni più tardi. Fu teatro di incontri nazionali ed internazionali di pelota basca, di ping pong e di tamburello che all'epoca contava numerosi appassionati.
La struttura subì i primi danni durante il terremoto del 1980. Il 3 gennaio 1982 scoppiò una bomba davanti all'ingresso principale. Nella notte di San Silvestro del 1986 fu appiccato un incendio doloso che distrusse l'intera struttura causando altresì il crollo del soffitto. Le cronache dell'epoca riferirono che si era trattato di un “regolamento di conti” del clan camorristico locale che aveva chiesto un maxi pizzo sul concerto di Capodanno. Il giorno successivo si sarebbe dovuto svolgere il concerto di Capodanno con Riccardo Fogli e Franco Califano, tra l'altro, processato ed assolto dall'accusa di associazione mafiosa nell'ambito del procedimento a carico di Enzo Tortora.
Quattro giorni prima, inoltre vi era stato un altro attentato alla vita di uno dei gestori di un bar della zona, fortunatamente sventato in tempo. Il 4 ottobre 1999 la Sovrintendenza per i beni culturali ed artistici di Napoli pose la struttura sotto tutela, inibendone qualsiasi variazione di destinazione d'uso. Sono ancora visibili, infatti, gli altorilievi in marmo dei giocatori e sulla facciata principale spiccava ancora il vecchio nome Jai Alai (gioco allegro) della pelota basca, che poi è quel che rimane tuttora del complesso, e cioè soltanto le mura perimetrali. La scritta Jai Alai è stata in seguito rimossa perché anch'essa pericolante.

## Prospettive sullo sferisterio
Nel 2002 l'annuncio del recupero con tanto di ipotesi d'accordo con la Società attività concessioni sportive (Sacs). Il progetto prevedeva una ristrutturazione su tre piani con cinema, ludoteca e centro commerciale. Ne nacque però una vertenza con la Soprintendenza che, come già detto, non permise il mutamento della destinazione d'uso diversa da quella per la quale era stato concepito lo Sferisterio e cioè per competizioni sportive. A distanza di anni, quindi, nulla è stato fatto di quanto promesso.
Dopo la denuncia di due consiglieri sui quotidiani locali, con la delibera 1882/2006 l'amministrazione municipale presentò un nuovo progetto di riqualificazione che prevede la suddivisione del fabbricato su tre livelli: al piano terra una palestra ed un centro benessere, al piano superiore delle sale espositive con ristorante e, infine, al secondo piano una pista da pattinaggio, il tutto integrato da un parcheggio sotterraneo. Oltre all'ingresso principale su piazza Italia ne era previsto uno di sicurezza su via Brigata Bologna dove attualmente si trova un immobile destinato al servizio fognature. Questi progetti non sono stati realizzati.

### Emerografia
- ”Corriere del Mezzogiorno”, 5 maggio 2010, Salviamo lo Sferisterio che cade a pezzi.
- Roma, 6 agosto 2008[collegamento interrotto], Amianto e barboni allo Sferisterio; Id., Venti anni di progetti, nulla di fatto; Id., Le mani dei clan sul business e sui concerti.
- "La Repubblica", 24 marzo 2006, Un Palaghiaccio a Fuorigrotta.
- ”La Repubblica”, 1º marzo 2002, Cinema, residence, negozi: nasce il nuovo Sferisterio.

### Nomografia
- Delibera della Giunta Municipale di Napoli, 12 aprile 2007 n. 1594 Approvazione della fattibilità del progetto di ristrutturazione dello Sferisterio Partenopeo per attrezzature sportive ad uso pubblico.
- Conferenza di servizi per il rilascio di pareri di competenza, 22 maggio 2006 – 14 marzo 2007, Dipartimento di pianificazione urbanistica di Napoli.
- Delibera della Giunta Municipale di Napoli 23 marzo 2006 n. 1882 Procedura per l'istruttoria e approvazione delle attrezzature di uso pubblico.
- Norme tecniche di attuazione per la variante al Piano Regolatore Generale, 2001, art. 56; Id., tav. 8, zona 20, foglio B.
- DM 1968 n. 1444 Destinazione aree urbane a spazio pubblico, attrezzati a parco per il gioco e per lo sport.

### Videografia
- TG TeleCapri News 3 marzo 2010, su YouTube.